# Discografia de Overkill
Discografia completa da banda americana de thrash metal Overkill.

## Álbuns

### Álbuns de estúdio
| 1985                                       | Feel the Fire - Lançamento: 15 de abril de 1985 - Gravadora: Megaforce               | —   | —  | —   | —  | —  | —  | —   | —  | —  | - EUA: 18,000+  |
| 1987                                       | Taking Over - Lançamento: Março de 1987 - Gravadora: Megaforce                       | 191 | —  | —   | —  | —  | —  | —   | —  | —  | - EUA: 39,000+  |
| 1988                                       | Under the Influence - Lançamento: 5 de julho de 1988 - Gravadora: Atlantic           | 142 | —  | —   | —  | —  | —  | —   | —  | —  | - EUA: 45,000+  |
| 1989                                       | The Years of Decay - Lançamento: 13 de outubro de 1989 - Gravadora: Atlantic         | 155 | —  | —   | —  | —  | —  | —   | —  | —  | - EUA: 80,000+  |
| 1991                                       | Horrorscope - Lançamento: 3 de setembro de 1991 - Gravadora: Atlantic                | —   | —  | —   | —  | —  | —  | —   | —  | —  | - EUA: 117,000+ |
| 1993                                       | I Hear Black - Lançamento: 9 de março de 1993 - Gravadora: Atlantic                  | 122 | —  | —   | —  | —  | —  | —   | —  | —  | - EUA: 73,000+  |
| 1994                                       | W.F.O. - Lançamento: 15 de março de 1994 - Gravadora: Atlantic                       | —   | 93 | —   | —  | —  | —  | —   | —  | —  | - EUA: 48,000+  |
| 1996                                       | The Killing Kind - Lançamento: 5 de março de 1996 - Gravadora: CMC                   | —   | 60 | —   | —  | —  | —  | —   | —  | —  | - EUA: 30,000+  |
| 1997                                       | From the Underground and Below - Lançamento: 30 de setembro de 1997 - Gravadora: CMC | —   | 80 | —   | —  | —  | —  | —   | —  | —  | - EUA: 32,000+  |
| 1999                                       | Necroshine - Lançamento: 23 de fevereiro de 1999 - Gravadora: CMC                    | —   | 82 | —   | —  | —  | —  | —   | —  | —  | - EUA: 26,000+  |
| 2000                                       | Bloodletting - Lançamento: 24 de outubro de 2000 - Gravadora: Metal-Is               | —   | —  | —   | —  | —  | —  | —   | —  | —  | - EUA: 18,000+  |
| 2003                                       | Killbox 13 - Lançamento: 25 de março de 2003 - Gravadora: Spitfire                   | —   | 93 | 259 | —  | —  | —  | —   | —  | —  | - EUA: 16,000+  |
| 2005                                       | ReliXIV - Lançamento: 22 de março de 2005 - Gravadora: Spitfire/Regain               | —   | —  | 240 | —  | —  | —  | —   | —  | —  | - EUA: 14,000+  |
| 2007                                       | Immortalis - Lançamento: 9 de outubro de 2007 - Gravadora: Bodog                     | —   | —  | —   | —  | —  | —  | —   | —  | —  | - EUA: 2,800+   |
| 2010                                       | Ironbound - Lançamento: 29 de janeiro de 2010 - Gravadora: Nuclear Blast             | 192 | 31 | 152 | —  | 23 | 61 | 198 | 77 | —  | - EUA: 4,100+   |
| 2012                                       | The Electric Age - Lançamento: 27 de março de 2012 - Gravadora: Nuclear Blast        | 77  | 34 | 89  | 35 | —  | 73 | —   | 62 | 41 | - EUA: 6,700+   |
| 2014                                       | White Devil Armory - Lançamento: 18 de Julho de 2014 - Gravadora: Nuclear Blast      | 31  | 20 | 91  | 28 | 28 | 53 | —   | 31 | —  | - EUA: 8,400+   |
| 2017                                       | The Grinding Wheel - Lançamento: 10 de fevereiro de 2017 - Gravadora: Nuclear Blast  | 69  | 10 | 51  | —  | 44 | 33 | 100 | 23 | —  |                 |
| 2019                                       | The Wings of War - Lançamento: 22 de fevereiro de 2019 - Gravadora: Nuclear Blast    | 158 | 5  | —   | —  | —  | 23 | 153 | 13 | —  |                 |
| 2023                                       | Scorched - Lançamento: 14 de abril de 2023 - Gravadora: Nuclear Blast                |     |    |     |    |    |    |     |    |    |                 |
| "—" significa que não alcançou as paradas. |                                                                                      |     |    |     |    |    |    |     |    |    |                 |

### Álbuns ao vivo
| 1995                                       | Wrecking Your Neck - Lançamento: 30 de maio de 1995 - Gravadora: CMC           | 65 | - EUA: 23,000+ |
| 2002                                       | Wrecking Everything - Lançamento: 18 de junho de 2002 - Gravadora: Spitfire    | —  | - EUA: 5,300+  |
| 2013                                       | Live from OZ - Lançamento: 19 de abril de 2013 - Gravadora: Nuclear Blast      | —  |                |
| 2018                                       | Live in Overhausen - Lançamento: 18 de Maio de 2018 - Gravadora: Nuclear Blast | 12 |                |
| "—" significa que não alcançou as paradas. |                                                                                |    |                |

### Compilações
| Ano de lançamento | Título                                             | Gravadora                |
| 1996              | !!!Fuck You!!! and Then Some                       | Megaforce                |
| 2000              | The Masters Of Destruction: Live From The Longhorn | Scullcrusher Productions |
| 2002              | Hello from the Gutter: The Best of Overkill        | Steamhammer/SPV          |
| 2002              | Then and Now                                       | Sanctuary Records        |
| 2005              | Fuck You And Then Some / Feel The Fire             | Megaforce Records        |

## Extended plays
| Ano de lançamento | Título           | Gravadora        |
| 1984              | Overkill EP      | Azra/Metal Storm |
| 1987              | !!!Fuck You!!!   | Megaforce        |
| 1992              | Live To The Core | Atlantic Records |

## Outros lançamentos
| Ano de lançamento | Título         | Tipo de lançamento | Gravadora    |
| 1983              | Power in Black | Demo               | Independente |
| 1984              | Feel the Fire  | Demo               | Independente |
| 1999              | Coverkill      | Cover              | CMC          |

## Vídeos/DVDs
| Ano de lançamento | Título                                          | Tipo de lançamento | Gravadora    |
| 1986              | US Speed Metal Attack                           | Split DVD          | Metal Hammer |
| 1991              | Videoscope                                      | VHS                | Atlantic     |
| 2002              | Wrecking Everything - An Evening in Asbury Park | DVD                | Spitfire     |
| 2008              | Live at Wacken Open Air 2007                    | DVD                | Bodog Music  |